# Montorfano
Montorfano är en ort och kommun i provinsen Como i regionen Lombardiet i Italien. Kommunen hade 2 549 invånare (2018).